# Малі на Чемпіонаті світу з водних видів спорту 2015
Малі взяла участь у Чемпіонаті світу з водних видів спорту 2015, який пройшов у Казані (Росія) від 24 липня до 9 серпня.

## Плавання
Малійські плавці виконали кваліфікаційні нормативи в дисциплінах, які наведено в таблиці (не більш як 2 плавці на одну дисципліну за часом нормативу A, і не більш як 1 плавець на одну дисципліну за часом нормативу B):
Чоловіки
| Спортсмен       | Дисципліна           | Попередній заплив | Попередній заплив | Півфінал        | Півфінал        | Фінал           | Фінал           |
| Спортсмен       | Дисципліна           | Час               | Місце             | Час             | Місце           | Час             | Місце           |
| --------------- | -------------------- | ----------------- | ----------------- | --------------- | --------------- | --------------- | --------------- |
| Мамадоу Соумаре | 50 м вільним стилем  | 26.41             | 85                | Завершив виступ | Завершив виступ | Завершив виступ | Завершив виступ |
| Мамадоу Соумаре | 100 м вільним стилем | 59.33             | 103               | Завершив виступ | Завершив виступ | Завершив виступ | Завершив виступ |
| Умар Туре       | 50 м батерфляєм      | 26.13             | 53                | Завершив виступ | Завершив виступ | Завершив виступ | Завершив виступ |
| Умар Туре       | 100 м батерфляєм     | 58.00             | 61                | Завершив виступ | Завершив виступ | Завершив виступ | Завершив виступ |

Жінки
| Спортсменка        | Дисципліна          | Попередній заплив | Попередній заплив | Півфінал         | Півфінал         | Фінал            | Фінал            |
| Спортсменка        | Дисципліна          | Час               | Місце             | Час              | Місце            | Час              | Місце            |
| ------------------ | ------------------- | ----------------- | ----------------- | ---------------- | ---------------- | ---------------- | ---------------- |
| Фатумата Самассеку | 50 м вільним стилем | 32.79             | 100               | Завершила виступ | Завершила виступ | Завершила виступ | Завершила виступ |
| Фатумата Самассеку | 50 м батерфляєм     | 36.31             | 63                | Завершила виступ | Завершила виступ | Завершила виступ | Завершила виступ |